# Heinz-Werner Kubitza
Heinz-Werner Kubitza (* 20. Juni 1961 in Hermeskeil) ist ein deutscher Autor und promovierter Theologe. Er ist Gründer des Tectum Verlags.

## Leben
Kubitza wechselte nach Hauptschulbesuch und Realschulabschluss in die Oberstufe des Friedrich-Wilhelm-Gymnasiums in Trier und machte dort 1981 Abitur. Während seiner Schulzeit war er aktiv als Gruppenleiter der kirchlichen Jugendarbeit. Anschließend studierte er evangelische Theologie und Philosophie an der Lutherischen Theologischen Hochschule Oberursel sowie in Tübingen, Bonn und Marburg. Kubitza promovierte 1991 bei Erich Geldbach zum Doktor der evangelischen Theologie. Als Student war er Delegierter und Vertrauensstudent der Marburger Evangelischen Studentengemeinde. 
Nach beendetem Studium gründete Kubitza in Marburg den Tectum Verlag und war seit Gründung bis Anfang des Jahres 2017 dessen Inhaber. Seit 2011 hat der Verlag auch eine Sparte „Religionskritik und Humanismus“, die von Kubitza direkt betreut wurde.
2001 trat Kubitza aus der Kirche aus. Seit 2011 ist er Autor religions- und christentumskritischer Sachliteratur.
Kubitza ist Mitglied des Beirats der Giordano-Bruno-Stiftung, der Stefan-George-Gesellschaft, der Gesellschaft für kritische Philosophie Nürnberg und der Gesellschaft zur wissenschaftlichen Untersuchung von Parawissenschaften.

## Positionen
Kubitza vertritt einen naturalistischen Humanismus. Die Bibel ist für ihn das am meisten überschätzte Buch der Weltliteratur, Jesus von Nazareth die am meisten überschätzte Person der Weltgeschichte. Allgemein verbindliche Werte, Grund- und Menschenrechte können und dürfen nicht aus antiken religiösen Schriften hergeleitet werden, Lessing sei wichtiger als Paulus.
Im Tagesspiegel veröffentlichte er 2015 einen Artikel zu seinem Buch Der Dogmenwahn: Scheinprobleme der Theologie. Holzwege einer angemaßten Wissenschaft, in dem er kritisierte, dass Theologie ein Kuriosum an modernen Universitäten sei und an 31 Fachbereichen an staatlichen deutschen Universitäten jährlich 280 Millionen Euro für „Mythologie“ und „gläubige Wissenschaft“ ausgegeben würden.

## Veröffentlichungen (Auswahl)
- Geschichte der Evangelischen Studentengemeinde Marburg. Tectum, Marburg 1992 (= Dissertation 1992, 2. Auflage 2016), ISBN 978-3-8288-3848-2.
- Der Jesuswahn. Wie die Christen sich ihren Gott erschufen. Die Entzauberung einer Weltreligion durch die wissenschaftliche Forschung. Tectum, Marburg 2011, ISBN 978-3-8288-2435-5.
- Verführte Jugend. Eine Kritik am Jugendkatechismus Youcat. Vernünftige Antworten auf katholische Fragen. Tectum, Marburg 2011, ISBN 978-3-8288-2800-1.
- Der Dogmenwahn. Scheinprobleme der Theologie. Holzwege einer angemaßten Wissenschaft. Tectum, Marburg 2015, ISBN 978-3-8288-3500-9.
- Der Glaubenswahn. Von den Anfängen des religiösen Extremismus im Alten Testament. Tectum, Marburg 2016, ISBN 978-3-8288-3849-9.
- Jesus ohne Kitsch: Irrtümer und Widersprüche eines Gottessohns. Tectum, Marburg 2019, ISBN 978-3828843394.